# Susana la Diaconisa
Susana la Diaconisa (griego: Σωσάννα ἡ διακόνισσα) fue una diaconisa, santa y mártir que practicó el travestismo, y que supuestamente vivió en Palestina romana en el siglo IV.
Según sus hagiografías, decidió dedicarse por completo a la fe cristiana vistiéndose como hombre y uniéndose a un monasterio masculino bajo el nombre de "Juan". Allí llevó una vida piadosa hasta que fue descubierta tras falsas acusaciones de violación dentro de la comunidad monástica. Posteriormente, fue nombrada diaconisa por el obispo de Eleutherópolis. Finalmente, habría sido martirizada en circunstancias sombrías a principios del siglo IV en esta ciudad.
Su memoria se conmemora el 15 de diciembre en la Iglesia Ortodoxa Oriental.

## Biografía
Según los relatos hagiográficos sobre ella, Susana nació en Palestina durante el reinado del emperador Maximiano (286–305).
Se dice que su madre, Marta, era de origen hebreo, mientras que su padre era supuestamente un sacerdote politeísta griego llamado Artemios.
Se dice que fue piadosa desde una edad temprana y que se convirtió voluntariamente al cristianismo, siendo catequizada y luego bautizada por un sacerdote llamado Silvanos.
Después de la muerte de sus padres, se dice que vendió todas sus posesiones, distribuyó toda su fortuna entre los pobres y decidió unirse a un monasterio masculino en Jerusalén. Disfrazándose de hombre, se cortó el cabello y adoptó el nombre de "Juan". Allí, según se informa, destacó por su piedad y finalmente fue nombrada archimandrita.
Se dice que su vida en el monasterio transcurrió relativamente sin problemas durante unos veinte años después de su ingreso. Sin embargo, habría sido acusada por una visitante de intentar violarla. Las hagiografías afirman su inocencia, alegando que la verdad era que la acusadora en realidad había intentado seducirla y, al no lograrlo, decidió acusarla de violación.
Se dice que Susana aceptó las acusaciones e incluso se disculpó. Sin embargo, cuando el obispo de Eleutherópolis visitó el monasterio para evaluar la situación y realizar su propia investigación, ella reveló que era una mujer a dos monjas vírgenes. El obispo, conmovido por su fe, decidió consagrarla como diaconisa y la invitó a acompañarlo de regreso a Eleutherópolis.
En esa ciudad, más tarde habría sido martirizada por un hombre llamado Alejandro después de negarse a "sacrificar a los ídolos". Se dice que Susana tuvo sus pechos cortados, los cuales habrían sido milagrosamente restaurados por Dios. Posteriormente, habría sido obligada a beber plomo derretido, pero cuando esto tampoco logró matarla, finalmente fue golpeada y ejecutada siendo quemada en la hoguera.

## Legado
Anastasios Quaestor y/o Balbos, dos famosos himnógrafos bizantinos del siglo IX, compusieron varios cánones en su honor.
Su memoria se conmemora el 15 de diciembre en la Iglesia Ortodoxa Oriental.